# Mampato: Rena en el Siglo XL
Rena en el siglo XL es un capítulo de la historieta chilena Mampato aparecida en la revista del mismo nombre en los años 60.

## Argumento
En esta historia la eterna curiosidad de Mampato, lo lleva a imaginarse cómo será el mundo en varios siglos más adelante. Él piensa que si se habla tanto que el siglo XXI por sus adelantos será prodigioso, obviamente el siglo XL lo será mucho más.
Gracias a su cinto espacio temporal viaja hasta el siglo XL, sin la compañía de Ogú, ya que piensa que no tendrá ningún problema en un mundo tan civilizado. Pero cuando llega, se asombra de ver todo cubierto por una extraña vegetación y es inmediatamente atacado por un hombre salvaje.
Meditando sobre por qué habrán los humanos llegado a esto y dónde se encontrarán las ciudades del futuro, Mampato oye la llamada de auxilio de una niña albina llamada Rena, quien está amarrada a unos palos. La chica ha sido entregada en sacrificio a una monstruosa tortuga gigante porque su pueblo, los mutantes peliblancos han descubierto que ella es telépata, y la consideran una aberración para su raza.
Mampato la libera y traban amistad. Mampato le pide explicaciones acerca de este extraño mundo y Rena tristemente le muestra las ruinas radiactivas de Nueva York y le explica que este es en efecto, el mundo del futuro. Hace diez siglos, una horrible guerra nuclear conocida como "La Gran Catástrofe" en la que "no hubo vencedores, sólo vencidos" destruyó para siempre el mundo conocido y contaminó todo con radiaciones que causaron mutaciones en todas las formas de vida sobrevivientes. Rena agrega que hoy en día, el mundo está habitado solo por mutantes salvajes que consideran a cualquier mutante diferente como un enemigo y el único humano verdadero en todo el mundo es Mampato. Una vez que Mampato recupera la compostura, Rena le pide ayuda para llegar hacia el Sur, donde ella "siente" telepáticamente que viven seres similares a ella. Mampato acepta y comienza la aventura, donde se encontrarán mutantes de diferentes características y que finalmente los llevará al Sur de Chile, en especial la duodécima región (Torres del Paine), lugar que por su lejanía fue el menos contaminado por la radiación que consumió el planeta. Aunque la radiación sí generó mutantes, las mutaciones tomaron una buena dirección y el pueblo de Chile está compuesto por telépatas cuyas mentes trabajan unidas por el bien común y han logrado crear una avanzada civilización futurista con la que esperan algún día, ir en ayuda de los otros mutantes. Rena es aceptada entre los mutantes telépatas como una más y tras una emotiva despedida, Mampato regresa a su propia época.
- Datos: Q5990950